# Maodomalick Faye
Maodomalick Faye (Kahone, 13 dicembre 1987) è un ex calciatore senegalese, di ruolo attaccante.

## Carriera
Ha giocato 8 partite in Ligue 1 con il Saint-Étienne.